# 培英街道
培英街道，是中华人民共和国吉林省长春市榆树市下辖的一个乡镇级行政单位。

## 行政区划
培英街道下辖以下地区：
和平社区、曙光社区、永安社区、东门村、东沟村和东家村。